# Calectasia cyanea
Calectasia cyanea là một loài thực vật có hoa trong họ Dasypogonaceae. Loài này được R.Br. miêu tả khoa học đầu tiên năm 1810.